# Cừu đỏ California
Cừu đỏ California, tên gốc:California Red, là một giống cừu nội địa được phát triển ở Hoa Kỳ.
Cừu đỏ California được đặt tên như vậy bởi vì các con cừu giống này được sinh ra tất cả đều có màu đỏ, và giữ lại màu này trên khuôn mặt và các chân của chúng ở tuổi trưởng thành. Vào đầu những năm 1970, Tiến sĩ Glenn Spurlock của Davis, California đã lai tạo các giống cừu Tunis và cừu Barbados Blackbelly, và California Red là một giống hai mục đích với nhiều phẩm chất của tổ tiên của nó, chất lượng chăn nuôi ngoài đồng cỏ và lông cừu của cừu Tunis và khả năng chịu nhiệt và chất lượng cơ thể của cừu Blackbelly. Spurlock sau đó quyết định tạo ra một con cừu với loại lông mới như Barbados Blackbelly, nhưng mặc dù ông đã không làm như vậy - California Red có lông nâu đỏ xen kẽ với lông trắng. - ông và các nhà lai tạo khác vẫn tiếp tục phát triển giống này. California Red có thể sinh cừu con ngoài mùa sinh sản, do đó có thể sinh sản nhiều cừu trong một năm. Cừu đỏ California cũng hoạt động tốt trong thời tiết nóng, và không có sừng cho cả hai giới.

## Lịch sử
Vào đầu những năm 1970, Tiến sĩ Glenn Spurlock của Davis, California đã cố gắng tạo ra một con cừu có khung cơ thể lớn không mọc len bằng cách lai cừu Tunis và cừu Barbados. Trong khi những nỗ lực của ông đã không thành hiện thực, ông đã phát triển một con cừu màu đỏ mà cuối cùng đã trở thành sở hữu của Aime và Paulette Soulier of Winters, California. Với sự giúp đỡ của các nhà lai tạo cừu khác, Souliers đã có thể phát triển và phát triển giống này, với hơn 2.200 con cừu đăng ký kể từ đó.